# Тайфунник санта-геленський
Тайфунник санта-геленський (Pseudobulweria rupinarum) — вимерлий вид морських птахів з родини буревісників (Procellariidae).

## Поширення
Вид був ендеміком острова Святої Єлени в південній частині Атлантичного океану. Швидше за все, він вимер після появи людей на острові.